# Mário João
Mário João Sousa Alves (Barreiro, 6 de junho de 1935), também conhecido como Mário João, é um futebolista português reformado que jogou como defesa central, lateral direita ou esquerda.
Ele jogou 166 partidas na Primeira Liga durante dez temporadas, tendo marcado onze golos.

## Carreira
Nascido em Barreiro, distrito de Setúbal, Mário João começou e terminou a sua carreira de catorze anos no Fabril do Barreiro, como avançado. No meio, ele passou sete anos com o Benfica na Primeira Liga, jogando oitenta e nove jogos e ganhando seis títulos principais, incluindo as duas finais da Liga dos Campeões no início dos anos 60, contra o Barcelona e o Real Madrid.
Mário João se reformou em 1968, aos trinta e três anos. Ele nunca foi um jogador de futebol profissional de tempo integral, ganhando a grande maioria dos seus salários da Companhia União Fabril. 

## Seleção
Mário João jogou três jogos por Portugal de 1960 a 1964. Seu primeiro jogou foi a 22 de maio de 1960, numa derrota de 1 a 5 contra a Jugoslávia durante as os quartos-de-final do Campeonato Europeu de Futebol de 1960.

## Titulos
- Primeira Liga: 1959-60 e 1960-61
- Taça de Portugal: 1958-59, 1961-62
- Liga dos Campeões: 1960-61 e 1961-62